# Альфред Енох
Альфред Енох (англ. Alfred Enoch; нар. 2 грудня 1988, Лондон, Велика Британія) — англійський актор, який відомий роллю Діна Томаса в фільмах про Гаррі Поттера та Веса Гіббінса в серіалі «Як уникнути покарання за вбивство».

## Біографія
Альфред Енох народився в Лондоні, Велика Британія в родині актора Вільяма Расселла та лікаря Балбіни Гутьєррес. Він закінчив Вестмінстерську школу, після чого навчався в престижному Оксфордському королівському коледжі за напрямком португальська та іспанська мови.

## Кар'єра
У 2001 Альфред дебютував як Дін Томас — найкращий друг Сімуса Фіннігана в екранізації романів Джоан Роулінг про Гаррі Поттера. Він знявся в семи з восьми фільмів.
У 2013 актор з'явився в першій серії першого сезону містичного кримінального серіалу «Бродчорч» та з'явився в епізоді телепроєкту «Маунт Плезант». Наступного року він зіграв Бейнбріджа в серіалі «Шерлок» та приєднався до акторського складу драматичного телесеріалу «Як уникнути покарання за вбивство». У 2017 було оголошено, що Енох отримав роль Енея в серіалі «Падіння Трої».

## Фільмографія
| Рік       |   | Українська назва                              | Оригінальна назва                           | Роль         |
| --------- | - | --------------------------------------------- | ------------------------------------------- | ------------ |
| 2001      | ф | Гаррі Поттер і філософський камінь            | Harry Potter and the Philosopher's Stone    | Дін Томас    |
| 2002      | ф | Гаррі Поттер і таємна кімната                 | Harry Potter and the Chamber of Secrets     | Дін Томас    |
| 2004      | ф | Гаррі Поттер і в'язень Азкабану               | Harry Potter and the Prisoner of Azkaban    | Дін Томас    |
| 2005      | ф | Гаррі Поттер і келих вогню                    | Harry Potter and the Goblet of Fire         | Дін Томас    |
| 2007      | ф | Гаррі Поттер і Орден Фенікса                  | Harry Potter and the Order of the Phoenix   | Дін Томас    |
| 2009      | ф | Гаррі Поттер і Напівкровний Принц             | Harry Potter and the Half-Blood Prince      | Дін Томас    |
| 2011      | ф | Гаррі Поттер і Смертельні реліквії: Частина 2 | Harry Potter and the Deathly Hallows:Part 2 | Дін Томас    |
| 2012—2014 | с | Національний театр                            | National Theatre Live                       | Тіт Лартіус  |
| 2013      | с | Бродчорч                                      | Broadchurch                                 | Сем Тейлор   |
| 2013      | с | Маунт Плезант                                 | Mount Pleasant                              | Алекс        |
| 2014      | с | Шерлок                                        | Sherlock                                    | Бейнбрідж    |
| 2014      | с | Як уникнути покарання за вбивство             | How to Get Away with Murder                 | Вес          |
| 2018      | с | Падіння Трої                                  | Troy: Fall of a City                        | Еней         |
| 2020      | ф | Виконавче розпорядження                       | Medida Provisória                           | Антоніо Гама |
| 2021      | с | Фундація                                      | Foundation                                  | Рейч Селдон  |